# Gigi Finizio
Luigi Finizio, detto Gigi (Napoli, 31 maggio 1965), è un cantante, compositore e artista italiano.

## Biografia

### Gli inizi e gli anni ottanta
Nato a Napoli nel Borgo Sant'Antonio Abate, più precisamente nel vico Avvocata, iniziò a cantare all'età di 7 anni con le canzoni di Sergio Bruni e all'età di 9 anni superò brillantemente l’esame SIAE debuttando nel 1974 con l'album For'a scola, seguiti da Dint'o culleggio, Prime esperienze e Azzurro azzurro. È considerato da Nino D'Angelo una delle più belle voci partenopee.
Nel 1975 scrive numerosi testi per il giovane cantante Patrizio tra cui il singolo Papà è Natale e nel 1976 scrive per il cantautore napoletano Nino D'Angelo quello che sarà il suo primo album dal titolo 'A storia mia.
Nel 1980 canta con la sorella Rosaria Gioia e nel 1982 uscì l'album Smania, con gli arrangiamenti di Augusto Visco e seguiti da Dedicate all'amore nel 1983 e da A te donna nel 1984, album con il singolo Odio che venderà oltre 300 000 copie.
Nel 1985 uscì l'ottavo album Intimità, con il brano Domani in coppia con la giovane Maria Nazionale. 
Poi seguono gli album Storie del 1986, Eccentrico del 1988 in cui uscì il singolo Camera 18, Una vita, una storia del 1989 e 10 stupende storie d'amore del 1990. Nel 1987 uscì il suo album chiamato Le classiche napoletane vol.1 e nel 1989 uscì una seconda parte.

### Gli anni novanta
Nel 1990 pubblica la raccolta Una semplice sera, contenente canzoni appartenenti agli album precedenti degli anni ottanta.
Nel 1991 pubblica un album in coppia con Mauro Nardi chiamato Napoli oggi ieri e domani, album diviso in due: una metà di Finizio che comprende le canzoni dell'album Nato da... un amore in comune - La musica e il video di Una storia che non và e un'altra metà di Nardi, con l'album Gocce di musica. Nello stesso anno uscì l'album Ora più di prima, che contiene i singoli Cinque giorni e Verimmece annascuso e i brani degli anni ottanta nella nuova versione. Nel 1992 esce l'album Io...Gigi Finizio e nel 1994 Crescendo...nell'amore.
Nello stesso anno pubblica una sua raccolta di successi chiamata Solo nell'anima, in cui contiene anche una reinterpretazione del brano di Mauro Nardi Un'estate al mare e il singolo inedito Ritorna amore.
Nel novembre 1994 Finizio partecipa e vince Sanremo Giovani con la canzone Scacco matto che si classifica al 1º posto nella sezione cantautori.
Nel 1995 partecipa al 45º Festival di Sanremo nella sezione Giovani con il brano Lo specchio dei pensieri, che ottiene il 3º posto. In quel periodo ottenne il suo primo contratto discografico con la Fonit Cetra che pubblicò il venticinquesimo album, con lo stesso titolo del brano sanremese che verra’ certificato Disco d'oro. Nello stesso anno Pippo Baudo lo chiama a Sanremo Top e in quell'occasione lo invita a duettare live con Giorgia nella canzone Io te vurria vasà.
Nel 1996 torna al Festival di Sanremo nella sezione Big con il brano Solo lei, che si classifica diciassettesimo. Subito dopo esce l'album Finizio realizzato con musicisti del panorama musicale italiano e internazionale, quali Charlie Cannon, Orlando Johnson, Joy Garrison, Crystal White, Lele Melotti, Antonio Annona, Ernesto Vitolo, Roberto Guarino. Sarà questo lavoro discografico a portare il compositore in città come: New York, Toronto, Atlantic City e Bruxelles.
Nel 1997 Finizio è scritturato dal regista Tato Russo per rappresentare, nel ruolo del protagonista, il musical Masaniello, una produzione del Teatro Bellini di Napoli che ha portato in scena 100 attori e un'orchestra di 34 elementi.
Nello stesso anno partecipa al programma Viva Napoli, prodotto da Mike Bongiorno, dove canta in coppia con Paola Folli, ottenendo il premio della critica con il brano Resta Cu'mmè e Accarezzame. In quel periodo Paolo Limiti lo invita nel suo programma e, in occasione della festa della Repubblica Italiana in diretta Rai da New York, gli fa rappresentare i napoletani nel mondo.
Nel 1998 esce il suo nuovo singolo Fammi riprovare che entra nelle classifiche nazionali e che apre il tour estivo del compositore.
Nel 1999 pubblica il suo ventisettesimo album dal nome Solo Finizio, prodotto dalla Duck Record.

### Gli anni duemila
Nel 2000 escono altre due raccolte Tutto il meglio - Il cuore nel caffè e Tutto il meglio - Lo specchio dei pensieri.
Il 2 giugno 2002 pubblica il ventottesimo album Come intendo io (prodotto dalla Bieffe Production e distribuito dalla Zeus) contenente nove brani inediti più Corazon partìo di Alejandro Sanz. L’omonimo album venderà oltre 40 000 copie.
Nel 2002 esce il singolo "Amore Amaro", che viene riconosciuto dalla FIMI, Disco d'oro.
Nel 2003 prende vita l'album Finizio Live che termina con le riprese dagli eventi del Teatro Palapartenope e dal Teatro Politeama di Napoli.
Nel 2004 si esibisce al Teatro Trianon di Napoli.
Nello stesso anno compone con Gigi D'Alessio, Lucio Dalla e Sal Da Vinci il singolo Napule.
In occasione dei festeggiamenti di capodanno nel 2004, partecipa al concerto di piazza del Plebiscito di Napoli con Gigi D’Alessio e Sal Da Vinci.
Nel 2005 è in diretta a Radio Video Italia per presentare il suo disco Per averti e duetta con M'barka Ben Taleb. L'omonimo album resterà per 11 settimane nella classifica FIMI tra i dischi più venduti.
Nel 2006 partecipa al Festival di Sanremo, per la terza volta, insieme a I ragazzi di Scampia con il singolo Musica e speranza arrivando 3º nella sezione "Gruppi", facendo uscire il suo album omonimo e che rimarrà per 5 settimane nella classifica FIMI tra i dischi più venduti.
Nello stesso anno Finizio presenta all'aena Flegrea Musica e speranza in tour, spettacolo composto da balli, musica, iniziative benefiche e l'intervento di personaggi del mondo dello spettacolo come Mr Hyde e Gigi D'Alessio; l’evento registra 14.000 spettatori.
Nel 2007 continua il tour Musica e speranza in tour e, da vita ad un nuovo tour live dal titolo, Per sempre tour che parte dal Teatro Augusteo di Napoli. Durante il tour, è ospite in un live di Claudio Baglioni nel quale, i due, duettano Avrai e Tu si na cosa grande.
Nel 2008 esce il singolo La dolce fragola.
Nel 2008 parte il tour Finizio in Tour che parte dal Teatro Augusteo di Napoli, in quella occasione duetta con Sal Da Vinci in A modo mio e Tu si na cosa grande.
Nel 2009 sono usciti i singoli: E tu mi manchi, (cover di una canzone (omonima) di Francesco Calabrese), Voglio dirti che... e Regalarti l'anima, tutti fanno parte dell'album Regalarti l'anima che resterà nella classifica FIMI per 9 settimane.
Nello stesso anno si è esibito all’Arena Flegrea di Napoli accompagnato dal comico Alessandro Siani.

### Gli anni duemiladieci
Nel 2010 parte Regalarti l'anima in tour con concerti in tutta Italia e in Europa, partecipando anche ad un progetto con Ramona Badescu, dall'album Jumi Jama, metà rumeno e metà napoletano.
Nel 2011 esce il singolo Più che posso, che da il nome all'album omonimo, prodotto dalla Sony Music, è un insieme di raccolte di successi della metà degli anni novanta e duemila e infine Ragazzo padre, brano appartenente all'album Storie.
Nel maggio 2011 ha cantato al Colosseo di Roma.
Nel settembre 2011 è in scena all’Acciaieria Sonora di Napoli davanti a più di 10.000 persone.
Nel 2012 esce il suo nuovo album live, contenente brani dell'album Regalarti l'anima, una raccolta del suo passato, un nuovo singolo dal nome Basterebbe e il suo precedente singolo estivo Più che posso. Resta per 6 settimane nella classifica FIMI tra i dischi più venduti.
Nel 2013 esce il suo nuovo album Buona Luna che presenta all’arena Flegrea di Napoli, accompagnato dal comico Alessandro Siani, dal rapper Clementino e davanti a 6.000 spettatori.
Nel marzo 2013 si è esibito al Teatro Sistina di Roma.
Nei suoi live, nei suoi album, nei concerti e nelle partecipazioni alle manifestazioni il compositore napoletano ha partecipato a numerosi duetti con:Claudio Baglioni, Lucio Dalla, Sal da Vinci, Gigi D’Alessio, Nino D’Angelo, Mauro Nardi, Mr. Hyde, Valentina Stella, Giorgia, Pino Daniele, Clementino e tanti altri.
Nel 2014 seguiranno vari concerti in Belgio ed in Germania, che termineranno le date del Buona Luna tour. 
Nel 2015 Finizio decide di prendersi una pausa dalle scene musicali, dedicandosi al suo libro dal titolo Oggi ti racconto… la musica.
Il 2018 segna, dopo quasi 5 anni di assenza dalle scene musicali, il ritorno dell'artista Gigi Finizio con Io torno, album di inediti diviso in 2 parti.
Nel novembre 2019 pubblica il nuovo singolo Io non mi arrendo, che segna il preludio a Io torno p.te 2, e partecipa alla colonna sonora del film, Ed è subito sera con il brano L'ultima luna.
Nel dicembre 2021 è in scena al Teatro Palapartenope col suo concerto Io Torno, registrando il tutto esaurito in entrambe le date. Agli eventi hanno partecipato anche artisti come Nino D'Angelo e Lino Cannavacciuolo.
Nel 2022 parte il suo sedicesimo tour Io torno live; e nello stesso anno viene pubblicato il singolo Angeli nel Tempo.
Il 2 agosto 2025 partecipa all’evento Zapponeta Blu Festival riscuotendo un enorme successo.

## Discografia

### Album in studio
- 1974 - For'a scola
- 1975 - Dint'o culleggio
- 1978 - Gigi Finizio con Rosaria Finizio
- 1982 - Smania
- 1983 - Dedicate all'amore
- 1984 - A te donna
- 1985 - Intimità
- 1986 - Storie
- 1987 - Le classiche napoletane vol.1
- 1988 - Eccentrico
- 1989 - Una vita, una storia
- 1989 - Le classiche napoletane vol.2
- 1990 - 10 stupende storie d'amore
- 1991 - Nato da... un amore in comune - La musica
- 1991 - Ora più di prima
- 1992 - Io...Gigi Finizio
- 1994 - Crescendo...nell'amore
- 1995 - Lo specchio dei pensieri
- 1996 - Finizio
- 1998 - Musica
- 2002 - Come intendo io
- 2005 - Per averti
- 2006 - Musica e speranza
- 2009 - Regalarti l'anima
- 2013 - Buona Luna
- 2018 - Io torno, pt.1
- 2021 - Io torno, pt.2

### Album dal vivo
- 1997 - Le classiche live
- 2003 - Finizio live - In due parole
- 2012 - Più che posso live

### Raccolte
- 1987 - Ormai
- 1990 - Una semplice sera
- 1994 - Solo nell'anima
- 1999 - Solo Finizio
- 2011 - Più che posso

### Singoli
- 1982 - Scusa
- 1982 - Smania
- 1983 - Io credevo
- 1983 - Seduzione
- 1984 - Esperienza
- 1984 - Telefono
- 1984 - A chest'ora tu
- 1985 - Buonanotte amore mio
- 1985 - Fingere
- 1986 - Telefono
- 1986 - Autostop
- 1986 - Verso le sei
- 1988 - Mai più
- 1988 - Balla, bella, balla
- 1988 - Camera 18
- 1988 - Che pazzo io
- 1989 - Dimmello tu
- 1990 - Dolcissima
- 1990 - Carezze
- 1991 - Na bachetta magica
- 1991 - Una storia che non và
- 1991 - Cinque giorni
- 1991 - Vedimmece annascuso
- 1992 - 'Na cammenata a Mergellina
- 1992 - Nun riattaccà
- 1994 - Ti cercherò
- 1994 - Mare d'inverno
- 1994 - Ritorna amore
- 1995 - Scacco matto
- 1995 - Notte senza luna
- 1995 - Lo specchio dei pensieri
- 1996 - Occasioni
- 1996 - Solo lei
- 1998 - Fammi riprovare
- 1999 - T'innamorerai
- 1999 - Male dentro
- 2000 - Il cuore nel caffè
- 2002 - Maledetta voglia di te
- 2002 - Senza noi
- 2002 - Come intendo io
- 2003 - In due parole
- 2004 - Napule feat. Gigi D'Alessio, Sal da Vinci, Lucio Dalla
- 2005 - Zuru Zuru Napoli feat. M'Barka ben Taleb
- 2005 - Buonanotte feat. Gloriana
- 2005 - Un angelo (Remix)
- 2005 - Per averti
- 2005 - A modo mio
- 2006 - La magia del vento feat. Marcela Morelo
- 2006 - Come stai
- 2006 - Musica e speranza feat. Ragazzi di Scampia
- 2006 - Liberi da noi/Life goes on feat. Petra Berger
- 2008 - Chi sei tu
- 2008 - La dolce fragola
- 2009 - E tu mi manchi
- 2009 - Regalarti l'anima
- 2009 - La mia stella
- 2009 - Comme faccio senza 'e te feat. Valentina Stella
- 2009 - Kiss kissmas
- 2010 - Resta cu mmè feat. Ramona Badescu
- 2011 - Più che posso
- 2011 - Puro Veleno
- 2012 - Libero
- 2012 - Basterebbe
- 2013 - Chissà
- 2014 - 'O ffanno sulo 'e femmene
- 2018 - Io torno
- 2019 - Buongiorno amore
- 2019 - Io non mi arrendo
- 2020 - Vieneme a truvà
- 2021 - Averti ancora
- 2022 - Angeli nel tempo
- 2023 - 'Nu raggio 'e sole feat. Andrea Sannino
- 2023 - Perché tu sei
- 2024 - Fragili ma liberi
- 2025 - Songh'io
- 2025 - Amami forte

### Video
- 2005 - Per averti
- 2007 - Musica e speranza live in tour
- 2011 - Più che posso live in tour
- 2018 - Io torno
- 2019 - Buongiorno amore
- 2019 - Io non mi arrendo
- 2020 - Vieneme a truvà

## Videografia
- 1985 - Fingere
- 1985 - Avrei voluto
- 1991 - 'Na bacchetta magica
- 1991 - Voglia di morire
- 1991 - Dieci anni fa
- 1991 - Tu avventura
- 1991 - Vedimmece annascuso
- 1991 - Una storia che non và
- 1992 - Stefany
- 1992 - 'Na cammenata a Mergellina
- 1994 - Inferno
- 1994 - Mare d'inverno
- 1994 - 'Na camicetta blu
- 1994 - Tu e nisciuno cchiù
- 1994 - Musica feat. Franco Ricciardi
- 1995 - Scacco matto
- 1997 - Maruzzella
- 1997 - Dicitencello vuie
- 1997 - 'A serenata a Pullicenella
- 1997 - Palcuscenico
- 1997 - Le classiche live
- 1997 - 'Na bruna
- 2003 - In due parole
- 2004 - Napule feat. Gigi D'Alessio, Sal da Vinci e Lucio Dalla
- 2005 - Buona notte feat. Gloriana
- 2005 - A modo mio
- 2006 - La magia del vento feat. Marcela Morelo
- 2006 - Fammi riprovare remix feat. Mr. Hyde
- 2006 - Musica e speranza feat. Ragazzi di Scampia
- 2007 - Avrai (live) feat. Claudio Baglioni
- 2007 - Tu si na cosa grande Live feat. Claudio Baglioni
- 2008 - La dolce fragola
- 2009 - Kiss kissmas feat. Monica Sarnelli, Marco Fasano, Luca Sepe e RadioClub 91
- 2011 - Più che posso
- 2012 - Non posso
- 2012 - Back stage acciaieria sonora
- 2014 - 'O ffanno sulo 'e femmene
- 2018 - Io torno
- 2019 - Buongiorno amore
- 2020 - Io non mi arrendo
- 2020 - Vieneme a truvà
- 2021 - Pezzo dopo pezzo
- 2021 - Averti ancora
- 2022 - Angeli nel tempo

## Libri
- 2003 - Trianon - suggestioni sonore per cantanti e orchestra
- 2015 - Oggi ti racconto…la musica

## Tournée
- 1995 - Lo specchio dei pensieri Live
- 1996 - Solo lei Live
- 1997 - Finizio Classiche Live
- 1998-1999 - Finizio in live tour
- 2002 - Come intendo io in tour
- 2003 - Finizio live tour
- 2005 - Per averti in tour
- 2006-2007 - Musica e speranza in tour
- 2007 - Per sempre tour
- 2008 - Finizio tour
- 2009 - Assolutamente amore tour
- 2010-2011 - Regalarti l'anima tour
- 2011 - Adesso...Più che posso
- 2011-2012 - 1000 Battiti di cuore
- 2013-2014 - Buona Luna Tour
- 2022 - Io torno live Tour
- 2023 - Ora x Ora Live Tour